# Campeonato salvadoreño 1971
El Campeonato salvadoreño de fútbol 1971 fue la vigésima primera edición de la Primera División de El Salvador de fútbol profesional salvadoreño en la historia.

## Desarrollo
El campeón de esta edición fue la Juventud Olímpica, obteniendo su primer título. El subcampeón fue el Alianza por primera vez.

## Equipos participantes
| Club                        | Ciudad       | Departamento |
| --------------------------- | ------------ | ------------ |
| ADLER                       | Desconocido  | Desconocido  |
| Águila                      | San Miguel   | San Miguel   |
| Alianza                     | San Salvador | San Salvador |
| ANTEL                       | San Salvador | San Salvador |
| Atlético Marte              | San Salvador | San Salvador |
| Excélsior                   | Santa Ana    | Santa Ana    |
| FAS                         | Santa Ana    | Santa Ana    |
| Juventud Arce               | Ciudad Arce  | La Libertad  |
| Juventud Olímpica           | Acajutla     | Sonsonate    |
| Sonsonate                   | Sonsonate    | Sonsonate    |
| Universidad Centroamericana | San Salvador | San Salvador |
| Universidad de El Salvador  | San Salvador | San Salvador |

## Tabla de posiciones
| Pos.         | Equipos                     | PJ  | PG  | PE  | PP  | GF  | GC  | Dif. | Pts. |
| ------------ | --------------------------- | --- | --- | --- | --- | --- | --- | ---- | ---- |
| 1.           | Juventud Olímpica           | 36  | 20  | 10  | 6   | 56  | 31  | 25   | 50   |
| 2.           | Alianza                     | 36  | 20  | 6   | 10  | 66  | 34  | 32   | 46   |
| 3.           | Universidad de El Salvador  | 36  | 17  | 11  | 8   | 50  | 36  | 14   | 45   |
| 4.           | Atlético Marte              | 36  | 14  | 11  | 11  | 45  | 42  | 3    | 39   |
| 5.           | Águila                      | 36  | 12  | 13  | 11  | 46  | 41  | 5    | 37   |
| 6.           | FAS                         | 36  | 13  | 9   | 14  | 34  | 39  | -5   | 35   |
| 7.           | ADLER                       | 36  | 8   | 13  | 15  | 37  | 63  | -26  | 29   |
| 8.           | Sonsonate                   | 36  | 9   | 10  | 17  | 35  | 55  | -20  | 28   |
| 9.           | Excélsior                   | 36  | 5   | 16  | 15  | 25  | 40  | -15  | 26   |
| 10.          | Universidad Centroamericana | 36  | 7   | 11  | 18  | 38  | 51  | -13  | 25   |
| 11.          | Juventud Arce               | 36  | 7   | 11  | 18  | 38  | 51  | -13  | 25   |
| 12.          | ANTEL                       | 36  | 7   | 11  | 18  | 38  | 51  | -13  | 25   |
| Equipos 1971 | Equipos 1971                | 360 | 125 | 110 | 125 | 432 | 432 | 0    | 360  |

|  |             |
|  | Campeón.    |
|  | Descendido. |

| Campeón                     |
| Juventud Olímpica 1° Título |